# Свердловск (экспонометр)
Свердло́вск — наименование семейства советских экспонометров.
Выпускались в 1970-х — 1980-х годах Уральским оптико-механическим заводом (г. Свердловск).
Выпущено три модели — «Свердловск-2», «Свердловск-4» и «Свердловск-6».
Все три модели являлись точными высокочувствительными приборами для измерения малой освещённости, в экспонометрах в качестве светоприёмника применён сернисто-кадмиевый (CdS) фоторезистор.
Источник питания экспонометров семейства «Свердловск» — три ртутно-цинковых элемента РЦ-53 (современный аналог РХ-625) или три дисковых никель-кадмиевых аккумулятора Д-0,06. Имеется контроль источника питания.
При установленной светочувствительности фотокиноплёнки экспонометры позволяют определять экспопару — сочетание выдержки и диафрагмы, а при работе с кинокамерой — сочетание диафрагмы и скорости киносъёмки.
Высокочувствительные экспонометры «Свердловск» могли применяться для определения экспозиции при фотопечати (с помощью фотоувеличителя)

## Свердловск-2
Выпускался в 1970-е годы.
Простейший объектив фоторезистора имел угол поля зрения 20° по диагонали, что позволяло определять экспозицию по сюжетно важной детали объекта съёмки.
Малый диаметр передней линзы объектива фоторезистора позволял определять экспозицию через оптическую систему микроскопа (см. микрофотография).
Выбор сюжетно важной детали объекта съёмки производился с помощью оптического видоискателя, в поле зрения которого находилась подсвеченная кадроограничительная рамка.
Применение фоторезистора и светодиодной индикации вместо традиционной стрелочной обеспечили бо́льшую точность и меньшую инерционность экспонометра (в сравнении с экспонометрами «Ленинград-4»).
Нанесённая на корпус экспонометра таблица позволяла определять среднюю яркость объекта в нитах (нт).

### Порядок работы с экспонометром
— на калькуляторе экспонометра установить светочувствительность фотоматериала

— постоянно наблюдать в видоискатель за сюжетно важной деталью съёмки

— нажать на клавишу включения питания, поворачивая диск выдержек найти момент погасания светодиодного индикатора (виден в поле зрения видоискателя)

— если при включении светодиод не светится, вращением диска выдержек добиться его загорания, затем продолжить определение экспозиции

— на калькуляторе выбрать нужную экспопару, выбрать нужное значение выдержки и диафрагмы

— при отпускании клавиши происходит отключение экспонометра

Розничная цена экспонометра в 1970-е годы — 45 рублей, в начале 1980-х — 25 рублей.

## Свердловск-4
Выпускался в 1980-е годы.
Создан на базе экспонометра «Свердловск-2» (значительная модификация).
Основные отличия от предыдущей модели — улучшенные технические характеристики и потребительские свойства.
Откидной молочный светофильтр позволяет определять экспозицию не только по яркости объекта съёмки, но и по его освещённости. Имеется шкала экспокоррекции. Вращение диска выдержек происходит посредством приводного барабана эргономичной конструкции.
Экспонометр укомплектован приставкой (съёмным блоком питания) на три элемента А316 (на случай отсутствия элемента РЦ-53).
Цена экспонометра в 1980-е годы — 47 рублей.

## Свердловск-6
«Свердловск-6» значительно отличается от предыдущих моделей. Конструктивно близок к экспонометру «Ленинград-6».
Видоискатель отсутствует.
Угол поля зрения объектива расширен (30° по горизонтали, 18° по вертикали).
Сдвижной молочный светофильтр позволяет определять экспозицию не только по яркости объекта съёмки, но и по его освещённости.
Порядок работы с экспонометром сохранён прежний — при нажатой клавише включения источника питания вращением диска калькулятора добиться погасания светодиодного индикатора.
В комплект входит пластмассовый футляр и темляк.